# ウズベキスタン軍
ウズベキスタン共和国軍（ウズベキスタンきょうわこくぐん）は、ウズベキスタンの国軍。
1992年1月14日、旧ソ連軍のトルキスタン軍管区第1軍の部隊に基づき建軍。総員55,000人を数える。
国の規模に比し、強大な戦力が残されたため、当初はロシアとの合同司令部の指揮下に置かれていたが、ソビエト連邦の崩壊後の1992年7月2日、合同司令部が解散され、国防省が創設された。
2005年には、ロシアと相互防衛条約を結び、軍事協力を行っている。

## 機構

### 二軍
ウズベキスタン軍は、陸軍、空軍及び防空軍の二軍種から成る。
- ウズベキスタン陸軍
- ウズベキスタン空軍

### 徴兵制
徴兵は、18歳の男子が対象となり、期間は1年間である。

### 準軍隊
ウズベキスタンには、ウズベキスタン軍の外、内務省が管轄する準軍隊が存在する。
- ウズベキスタン国家警備隊